# Championnat du monde des rallyes 2014
Navigation
2013 2015
Le championnat du monde des rallyes 2014 est la 42e édition du championnat du monde des rallyes.

## Participants

### Pilotes
- Kris Meeke devient le pilote numéro un de l'équipe Citroën.
- Mads Østberg quitte M-Sport pour rejoindre Citroën en tant que second pilote.
- Mikko Hirvonen fait son retour au sein de l'équipe M-Sport après deux années chez Citroën. Il fera équipe avec le jeune Elfyn Evans, champion Junior WRC 2012.
- Thierry Neuville change de nouveau de structure après Citroën et M-Sport. Il rejoint la nouvelle équipe Hyundai en tant que pilote numéro un.
- Dani Sordo a lui un programme partiel avec Hyundai en alternance avec Juho Hänninen et Chris Atkinson sur la seconde voiture de la marque.
- Sébastien Ogier, Jari-Matti Latvala et Andreas Mikkelsen seront comme en 2013 chez Volkswagen Motorsport.
- Tous les équipages, composés chacun d'un pilote et d'un copilote, participant à au moins un rallye de la saison sont susceptibles de marquer des points au championnat du monde des pilotes et au championnat du monde des copilotes. Les championnats pilotes et copilotes regroupent les équipages participant au championnat du monde constructeurs et les équipages n'y participant pas[1].

### Écuries du championnat constructeurs
- Citroën poursuit son engagement en championnat du monde mais n’engagera que deux voitures sur la plupart des rallyes. Une troisième voiture sera engagée pour Khalid Al Qassimi sur seulement quatre rallyes.
- La structure M-Sport de Malcolm Wilson continuera à aligner plusieurs Ford Fiesta avec de jeunes pilotes mais elle perd le partenariat avec le sponsor Qatar établi en 2013.
- Volkswagen alignera trois voitures sur la saison avec les mêmes équipages qu'en 2013.
- Hyundai fait son grand retour en championnat du monde des rallyes avec la i20 WRC en engageant deux ou trois voitures sur chaque rallye.

### Autres écuries et équipages
- Robert Kubica, champion WRC-2 2013 au volant d'une Citroën DS3 RRC, sera au volant d'une Ford Fiesta RS WRC sous la bannière "RK M-Sport World Rally Team" avec le soutien de M-Sport.
- Martin Prokop sera au volant d'une Ford Fiesta RS WRC privée engagée par "Jipocar Czech National Team" avec le soutien de M-Sport sur douze rallyes.
- Jaroslav Melichárek sera au volant d'une Ford Fiesta RS WRC privée engagée par "Jipocar Czech National Team" sous la bannière "Slovakia WRT" sur trois rallyes.

| Constructeur                       | Écurie                                   | Pneus | N° | Pilotes            | Copilotes          | Manches        |
| ---------------------------------- | ---------------------------------------- | ----- | -- | ------------------ | ------------------ | -------------- |
| Volkswagen (Volkswagen Polo R WRC) | Volkswagen Motorsport                    | M     | 1  | Sébastien Ogier    | Julien Ingrassia   | Toutes         |
| Volkswagen (Volkswagen Polo R WRC) | Volkswagen Motorsport                    | M     | 2  | Jari-Matti Latvala | Miikka Anttila     | Toutes         |
| Volkswagen (Volkswagen Polo R WRC) | Volkswagen Motorsport II                 | M     | 9  | Andreas Mikkelsen  | Mikko Markkula     | 1–5            |
| Volkswagen (Volkswagen Polo R WRC) | Volkswagen Motorsport II                 | M     | 9  | Andreas Mikkelsen  | Ola Fløene         | 6–13           |
| Citroën (Citroën DS3 WRC)          | Citroën Total Abu Dhabi World Rally Team | M     | 3  | Kris Meeke         | Paul Nagle         | Toutes         |
| Citroën (Citroën DS3 WRC)          | Citroën Total Abu Dhabi World Rally Team | M     | 4  | Mads Østberg       | Jonas Andersson    | Toutes         |
| Ford (Ford Fiesta RS WRC)          | M-Sport World Rally Team,                | M     | 5  | Mikko Hirvonen     | Jarmo Lehtinen     | Toutes         |
| Ford (Ford Fiesta RS WRC)          | M-Sport World Rally Team,                | M     | 6  | Elfyn Evans        | Daniel Barritt     | Toutes         |
| Ford (Ford Fiesta RS WRC)          | RK M-Sport World Rally Team              | M     | 10 | Robert Kubica      | Maciek Szczepaniak | Toutes         |
| Ford (Ford Fiesta RS WRC)          | Jipocar Czech National Team              | M     | 21 | Martin Prokop      | Michal Ernst       | 1              |
| Ford (Ford Fiesta RS WRC)          | Jipocar Czech National Team              | M     | 21 | Martin Prokop      | Jan Tománek        | 2–9, 11        |
| Ford (Ford Fiesta RS WRC)          | Jipocar Czech National Team              | P     | 21 | Martin Prokop      | Jan Tománek        | 12–13          |
| Hyundai (Hyundai i20 WRC)          | Hyundai Shell World Rally Team           | M     | 7  | Thierry Neuville   | Nicolas Gilsoul    | Toutes         |
| Hyundai (Hyundai i20 WRC)          | Hyundai Shell World Rally Team           | M     | 8  | Dani Sordo         | Marc Martí         | 1, 5, 9, 11–12 |
| Hyundai (Hyundai i20 WRC)          | Hyundai Shell World Rally Team           | M     | 8  | Juho Hänninen      | Tomi Tuominen      | 2, 4, 6–8, 13  |
| Hyundai (Hyundai i20 WRC)          | Hyundai Shell World Rally Team           | M     | 8  | Chris Atkinson     | Stéphane Prévot    | 3, 10          |
| Hyundai (Hyundai i20 WRC)          | Hyundai Motorsport N                     | M     | 20 | Dani Sordo,        | Marc Martí,        | 4              |
| Hyundai (Hyundai i20 WRC)          | Hyundai Motorsport N                     | M     | 20 | Hayden Paddon      | John Kennard       | 6–8, 10, 12–13 |
| Hyundai (Hyundai i20 WRC)          | Hyundai Motorsport N                     | M     | 20 | Bryan Bouffier     | Xavier Panseri     | 9, 11          |

| Constructeur              | Écurie                                    | Pneus | N° | Pilotes             | Copilotes           | Manches     |
| ------------------------- | ----------------------------------------- | ----- | -- | ------------------- | ------------------- | ----------- |
| Citroën (Citroën DS3 WRC) | Citroën Total Abu Dhabi World Rally Team, | M     | 12 | Khalid Al Qassimi   | Chris Patterson     | 2, 4, 6, 12 |
| Citroën (Citroën DS3 WRC) | Armando Pereira                           | M     | 73 | Armando Pereira     | Damien Augustin     | 11          |
| Ford (Ford Fiesta RS WRC) | M-Sport World Rally Team,                 | M     | 11 | Bryan Bouffier      | Xavier Panseri      | 1           |
| Ford (Ford Fiesta RS WRC) | M-Sport World Rally Team,                 | M     | 11 | Ott Tänak,          | Raigo Mõlder,       | 2, 4        |
| Ford (Ford Fiesta RS WRC) | M-Sport World Rally Team,                 | M     | 11 | Benito Guerra       | Borja Rozada        | 3           |
| Ford (Ford Fiesta RS WRC) | M-Sport World Rally Team,                 | M     | 11 | Dennis Kuipers      | Robin Buysmans      | 9, 11       |
| Ford (Ford Fiesta RS WRC) | M-Sport World Rally Team,                 | M     | 11 | Michał Sołowow,     | Maciek Baran,       | 7           |
| Ford (Ford Fiesta RS WRC) | M-Sport World Rally Team,                 | M     | 14 | Michał Sołowow,     | Maciek Baran,       | 2           |
| Ford (Ford Fiesta RS WRC) | M-Sport World Rally Team,                 | M     | 24 | Michał Sołowow,     | Maciek Baran,       | 8           |
| Ford (Ford Fiesta RS WRC) | M-Sport World Rally Team,                 | M     | 12 | Yuriy Protasov      | Pavlo Cherepin      | 9, 11       |
| Ford (Ford Fiesta RS WRC) | M-Sport World Rally Team,                 | M     | 14 | Yuriy Protasov      | Pavlo Cherepin      | 12          |
| Ford (Ford Fiesta RS WRC) | M-Sport World Rally Team,                 | P     | 15 | Ken Block,          | Alex Gelsomino,     | 12          |
| Ford (Ford Fiesta RS WRC) | François Delecour                         | M     | 12 | François Delecour   | Dominique Savignoni | 1           |
| Ford (Ford Fiesta RS WRC) | Pontus Tidemand                           | M     | 15 | Pontus Tidemand     | Ola Fløene          | 2           |
| Ford (Ford Fiesta RS WRC) | Henning Solberg,                          | P     | 15 | Henning Solberg,    | Ilka Minor,         | 13          |
| Ford (Ford Fiesta RS WRC) | Henning Solberg,                          | P     | 16 | Henning Solberg,    | Ilka Minor,         | 2, 4, 6     |
| Ford (Ford Fiesta RS WRC) | Henning Solberg,                          | D     | 16 | Henning Solberg,    | Ilka Minor,         | 7           |
| Ford (Ford Fiesta RS WRC) | Henning Solberg,                          | D     | 19 | Henning Solberg,    | Ilka Minor,         | 8           |
| Ford (Ford Fiesta RS WRC) | Craig Breen                               | M     | 17 | Craig Breen         | Scott Martin        | 2           |
| Ford (Ford Fiesta RS WRC) | Craig Breen                               | M     | 23 | Craig Breen         | Scott Martin        | 8           |
| Ford (Ford Fiesta RS WRC) | Slovakia World Rally Team                 | M     | 22 | Jaroslav Melichárek | Erik Melichárek     | 1           |
| Ford (Ford Fiesta RS WRC) | Slovakia World Rally Team                 | D     | 22 | Jaroslav Melichárek | Erik Melichárek     | 6           |
| Ford (Ford Fiesta RS WRC) | Slovakia World Rally Team                 | P     | 22 | Jaroslav Melichárek | Erik Melichárek     | 9           |
| Ford (Ford Fiesta RS WRC) | Lotto Team                                | M     | 22 | Krzysztof Hołowczyc | Łukasz Kurzeja      | 7           |
| Ford (Ford Fiesta RS WRC) | Jarkko Nikara                             | P     | 22 | Jarkko Nikara       | Jarkko Kalliolepo   | 8           |
| Ford (Ford Fiesta RS WRC) | Julien Maurin                             | P     | 22 | Julien Maurin       | Nicolas Klinger     | 11          |
| Ford (Ford Fiesta RS WRC) | Drive DMACK                               | D     | 22 | Ott Tänak           | Raigo Mõlder        | 13          |
| Ford (Ford Fiesta RS WRC) | Sam Moffett                               | P     | 23 | Sam Moffett         | James O'Reilly      | 9           |

## Calendrier et règlement
| N° | Dates               | Rallye                    | Base             | Surface            |
| -- | ------------------- | ------------------------- | ---------------- | ------------------ |
| 1  | 14 – 19 janvier     | Rallye Monte-Carlo        | Gap              | Goudron et neige   |
| 2  | 5 – 8 février       | Rallye de Suède           | Hagfors          | Neige              |
| 3  | 7 – 9 mars          | Rallye du Mexique         | León             | Gravier            |
| 4  | 3 – 6 avril         | Rallye du Portugal        | Faro             | Gravier            |
| 5  | 8 – 11 mai          | Rallye d'Argentine        | Villa Carlos Paz | Gravier            |
| 6  | 5 – 8 juin          | Rallye de Sardaigne       | Olbia            | Gravier            |
| 7  | 26 - 29 juin        | Rallye de Pologne         | Mikołajki        | Gravier            |
| 8  | 31 juillet – 3 août | Rallye de Finlande        | Jyväskylä        | Gravier            |
| 9  | 21 – 24 août        | Rallye d'Allemagne        | Trèves           | Goudron            |
| 10 | 12 – 14 septembre   | Rallye d'Australie        | Coffs Harbour    | Gravier            |
| 11 | 3 – 5 octobre       | Rallye d'Alsace           | Strasbourg       | Goudron            |
| 12 | 24 – 26 octobre     | Rallye de Catalogne       | Salou            | Goudron et gravier |
| 13 | 14 – 16 novembre    | Rallye de Grande-Bretagne | Cardiff          | Gravier            |

## Résultats
| Manche | Rallye                                                       | Podium | Podium             | Podium                | Podium                      | Podium            |
| Manche | Rallye                                                       | Pos.   | Pilote             | Voiture               | Équipe                      | Temps             |
| ------ | ------------------------------------------------------------ | ------ | ------------------ | --------------------- | --------------------------- | ----------------- |
| 1re    | Rallye Monte-Carlo 14–19 janvier résultats détaillés         | 1er    | Sébastien Ogier    | Volkswagen Polo R WRC | Volkswagen Motorsport       | 3 h 55 min 14 s 4 |
| 1re    | Rallye Monte-Carlo 14–19 janvier résultats détaillés         | 2e     | Bryan Bouffier     | Ford Fiesta RS WRC    | M-Sport WRT                 | 3 h 56 min 33 s 3 |
| 1re    | Rallye Monte-Carlo 14–19 janvier résultats détaillés         | 3e     | Kris Meeke         | Citroën DS3 WRC       | Citroën Total Abu Dhabi WRT | 3 h 57 min 08 s 7 |
|        |                                                              |        |                    |                       |                             |                   |
| 2e     | Rallye de Suède 5–8 février résultats détaillés              | 1er    | Jari-Matti Latvala | Volkswagen Polo R WRC | Volkswagen Motorsport       | 3 h 00 min 31 s 1 |
| 2e     | Rallye de Suède 5–8 février résultats détaillés              | 2e     | Andreas Mikkelsen  | Volkswagen Polo R WRC | Volkswagen Motorsport       | 3 h 01 min 24 s 7 |
| 2e     | Rallye de Suède 5–8 février résultats détaillés              | 3e     | Mads Østberg       | Citroën DS3 WRC       | Citroën Total Abu Dhabi WRT | 3 h 01 min 30 s 6 |
|        |                                                              |        |                    |                       |                             |                   |
| 3e     | Rallye du Mexique 6–9 mars résultats détaillés               | 1er    | Sébastien Ogier    | Volkswagen Polo R WRC | Volkswagen Motorsport       | 4 h 27 min 41 s 8 |
| 3e     | Rallye du Mexique 6–9 mars résultats détaillés               | 2e     | Jari-Matti Latvala | Volkswagen Polo R WRC | Volkswagen Motorsport       | 4 h 28 min 54 s 4 |
| 3e     | Rallye du Mexique 6–9 mars résultats détaillés               | 3e     | Thierry Neuville   | Hyundai i20 WRC       | Hyundai Motorsport          | 4 h 33 min 10 s 4 |
|        |                                                              |        |                    |                       |                             |                   |
| 4e     | Rallye du Portugal 3-6 avril résultats détaillés             | 1er    | Sébastien Ogier    | Volkswagen Polo R WRC | Volkswagen Motorsport       | 3 h 33 min 20 s 4 |
| 4e     | Rallye du Portugal 3-6 avril résultats détaillés             | 2e     | Mikko Hirvonen     | Ford Fiesta RS WRC    | M-Sport WRT                 | 3 h 34 min 03 s 6 |
| 4e     | Rallye du Portugal 3-6 avril résultats détaillés             | 3e     | Mads Østberg       | Citroën DS3 WRC       | Citroën Total Abu Dhabi WRT | 3 h 34 min 32 s 8 |
|        |                                                              |        |                    |                       |                             |                   |
| 5e     | Rallye d'Argentine 8-11 mai résultats détaillés              | 1er    | Jari-Matti Latvala | Volkswagen Polo R WRC | Volkswagen Motorsport       | 4 h 41 min 24 s 8 |
| 5e     | Rallye d'Argentine 8-11 mai résultats détaillés              | 2e     | Sébastien Ogier    | Volkswagen Polo R WRC | Volkswagen Motorsport       | 4 h 42 min 51 s 7 |
| 5e     | Rallye d'Argentine 8-11 mai résultats détaillés              | 3e     | Kris Meeke         | Citroën DS3 WRC       | Citroën Total Abu Dhabi WRT | 4 h 47 min 19 s 5 |
|        |                                                              |        |                    |                       |                             |                   |
| 6e     | Rallye de Sardaigne 5 – 8 juin résultats détaillés           | 1er    | Sébastien Ogier    | Volkswagen Polo R WRC | Volkswagen Motorsport       | 4 h 02 min 37 s 8 |
| 6e     | Rallye de Sardaigne 5 – 8 juin résultats détaillés           | 2e     | Mads Østberg       | Citroën DS3 WRC       | Citroën Total Abu Dhabi WRT | 4 h 04 min 00 s 9 |
| 6e     | Rallye de Sardaigne 5 – 8 juin résultats détaillés           | 3e     | Jari-Matti Latvala | Volkswagen Polo R WRC | Volkswagen Motorsport       | 4 h 04 min 10 s 6 |
|        |                                                              |        |                    |                       |                             |                   |
| 7e     | Rallye de Pologne 26–29 juin résultats détaillés             | 1er    | Sébastien Ogier    | Volkswagen Polo R WRC | Volkswagen Motorsport       | 2 h 34 min 02 s 0 |
| 7e     | Rallye de Pologne 26–29 juin résultats détaillés             | 2e     | Andreas Mikkelsen  | Volkswagen Polo R WRC | Volkswagen Motorsport       | 2 h 35 min 09 s 7 |
| 7e     | Rallye de Pologne 26–29 juin résultats détaillés             | 3e     | Thierry Neuville   | Hyundai i20 WRC       | Hyundai Motorsport          | 2 h 36 min 15 s 5 |
|        |                                                              |        |                    |                       |                             |                   |
| 8e     | Rallye de Finlande 31 juillet–3 août résultats détaillés     | 1er    | Jari-Matti Latvala | Volkswagen Polo R WRC | Volkswagen Motorsport       | 2 h 57 min 23 s 2 |
| 8e     | Rallye de Finlande 31 juillet–3 août résultats détaillés     | 2e     | Sébastien Ogier    | Volkswagen Polo R WRC | Volkswagen Motorsport       | 2 h 57 min 26 s 8 |
| 8e     | Rallye de Finlande 31 juillet–3 août résultats détaillés     | 3e     | Kris Meeke         | Citroën DS3 WRC       | Citroën Total Abu Dhabi WRT | 2 h 58 min 13 s 8 |
|        |                                                              |        |                    |                       |                             |                   |
| 9e     | Rallye d'Allemagne 21–24 août résultats détaillés            | 1er    | Thierry Neuville   | Hyundai i20 WRC       | Hyundai Motorsport          | 3 h 07 min 20 s 2 |
| 9e     | Rallye d'Allemagne 21–24 août résultats détaillés            | 2e     | Dani Sordo         | Hyundai i20 WRC       | Hyundai Motorsport          | 3 h 08 min 00 s 9 |
| 9e     | Rallye d'Allemagne 21–24 août résultats détaillés            | 3e     | Andreas Mikkelsen  | Volkswagen Polo R WRC | Volkswagen Motorsport       | 3 h 08 min 12 s 2 |
|        |                                                              |        |                    |                       |                             |                   |
| 10e    | Rallye d'Australie 12–14 septembre résultats détaillés       | 1er    | Sébastien Ogier    | Volkswagen Polo R WRC | Volkswagen Motorsport       | 2 h 53 min 18 s 0 |
| 10e    | Rallye d'Australie 12–14 septembre résultats détaillés       | 2e     | Jari-Matti Latvala | Volkswagen Polo R WRC | Volkswagen Motorsport       | 2 h 53 min 24 s 8 |
| 10e    | Rallye d'Australie 12–14 septembre résultats détaillés       | 3e     | Andreas Mikkelsen  | Volkswagen Polo R WRC | Volkswagen Motorsport       | 2 h 54 min 36 s 0 |
|        |                                                              |        |                    |                       |                             |                   |
| 11e    | Rallye d'Alsace 3–5 octobre résultats détaillés              | 1er    | Jari-Matti Latvala | Volkswagen Polo R WRC | Volkswagen Motorsport       | 2 h 38 min 19 s 1 |
| 11e    | Rallye d'Alsace 3–5 octobre résultats détaillés              | 2e     | Andreas Mikkelsen  | Volkswagen Polo R WRC | Volkswagen Motorsport       | 2 h 39 min 03 s 9 |
| 11e    | Rallye d'Alsace 3–5 octobre résultats détaillés              | 3e     | Kris Meeke         | Citroën DS3 WRC       | Citroën Total Abu Dhabi WRT | 2 h 39 min 24 s 4 |
|        |                                                              |        |                    |                       |                             |                   |
| 12e    | Rallye de Catalogne 24–26 octobre résultats détaillés        | 1er    | Sébastien Ogier    | Volkswagen Polo R WRC | Volkswagen Motorsport       | 3 h 46 min 44 s 6 |
| 12e    | Rallye de Catalogne 24–26 octobre résultats détaillés        | 2e     | Jari-Matti Latvala | Volkswagen Polo R WRC | Volkswagen Motorsport       | 3 h 46 min 55 s 9 |
| 12e    | Rallye de Catalogne 24–26 octobre résultats détaillés        | 3e     | Mikko Hirvonen     | Ford Fiesta RS WRC    | M-Sport WRT                 | 3 h 48 min 26 s 8 |
|        |                                                              |        |                    |                       |                             |                   |
| 13e    | Rallye de Grande-Bretagne 14–16 novembre résultats détaillés | 1er    | Sébastien Ogier    | Volkswagen Polo R WRC | Volkswagen Motorsport       | 3 h 03 min 08 s 2 |
| 13e    | Rallye de Grande-Bretagne 14–16 novembre résultats détaillés | 2e     | Mikko Hirvonen     | Ford Fiesta RS WRC    | M-Sport WRT                 | 3 h 03 min 45 s 8 |
| 13e    | Rallye de Grande-Bretagne 14–16 novembre résultats détaillés | 3e     | Mads Østberg       | Citroën DS3 WRC       | Citroën Total Abu Dhabi WRT | 3 h 04 min 11 s 8 |
|        |                                                              |        |                    |                       |                             |                   |

## Classements

### Classement des pilotes
Selon le système de points en vigueur, les 10 premiers équipages remportent des points, 25 points pour le premier, puis 18, 15, 12, 10, 8, 6, 4, 2 et 1.
| Rang | Pilote              | Rallyes | Rallyes | Rallyes | Rallyes | Rallyes | Rallyes | Rallyes | Rallyes | Rallyes | Rallyes | Rallyes | Rallyes | Rallyes | Total points |
| Rang | Pilote              | MON     | SUE     | MEX     | POR     | ARG     | ITA     | POL     | FIN     | GER     | AUS     | FRA     | ESP     | GBR     | Total points |
| ---- | ------------------- | ------- | ------- | ------- | ------- | ------- | ------- | ------- | ------- | ------- | ------- | ------- | ------- | ------- | ------------ |
| 1er  | Sébastien Ogier     | 272     | 8       | 283     | 283     | 213     | 261     | 283     | 213     | Ab      | 272     | 3       | 25      | 25      | 267          |
| 2e   | Jari-Matti Latvala  | 133     | 272     | 202     | 2       | 261     | 172     | 111     | 272     | Ab      | 213     | 261     | 213     | 73      | 218          |
| 3e   | Andreas Mikkelsen   | 6       | 18      | 0       | 12      | 12      | 153     | 202     | 12      | 15      | 15      | 18      | 71      | Ab      | 150          |
| 4e   | Mikko Hirvonen      | Ab      | 131     | 51      | 18      | 42      | Ab      | 12      | 10      | 111     | 10      | 10      | 15      | 18      | 126          |
| 5e   | Mads Østberg        | 12      | 183     | 2       | 161     | Ab      | 18      | Ab      | Ab      | 8       | 0       | 6       | 12      | 161     | 108          |
| 6e   | Thierry Neuville    | Ab      | 0       | 15      | 6       | 10      | 0       | 15      | Ab      | 272     | 6       | 4       | 8       | 142     | 105          |
| 7e   | Kris Meeke          | 161     | 1       | Ab      | Ab      | 15      | 0       | 6       | 161     | Ab      | 131     | 15      | 2       | 8       | 92           |
| 8e   | Elfyn Evans         | 8       | Ab      | 12      | 0       | 6       | 10      | 0       | 6       | 153     | 4       | 102     | 0       | 10      | 81           |
| 9e   | Martin Prokop       | Ab      | Ab      | 10      | 8       | 4       | 8       | 1       | Ab      | 6       | -       | 1       | 4       | 2       | 44           |
| 10e  | Dani Sordo          | Ab      | -       | -       | Ab      | Ab      | -       | -       | -       | 18      | -       | 12      | 10      | -       | 40           |
| 11e  | Henning Solberg     | -       | 6       | -       | 10      | -       | 6       | 2       | 2       | -       | -       | -       | -       | Ab      | 26           |
| 12e  | Juho Hänninen       | -       | -       | -       | 4       | -       | Ab      | 8       | 8       | -       | -       | -       | -       | 0       | 20           |
| 13e  | Bryan Bouffier      | 18      | -       | -       | -       | -       | -       | 0       | -       | Ab      | -       | 2       | -       | -       | 20           |
| 14e  | Hayden Paddon       | -       | -       | -       | -       | -       | 0       | 4       | 4       | -       | 8       | -       | 2       | 1       | 19           |
| 15e  | Ott Tänak           | -       | 10      | 0       | Ab      | 0       | 0       | 0       | 0       | 1       | Ab      | -       | -       | 6       | 17           |
| 16e  | Robert Kubica       | Ab      | 0       | Ab      | Ab      | 8       | 4       | 0       | 0       | Ab      | 2       | Ab      | 0       | 0       | 14           |
| 17e  | Beníto Guerra       | -       | -       | 8       | -       | -       | -       | -       | -       | -       | -       | -       | 0       | -       | 8            |
| 18e  | Chris Atkinson      | -       | -       | 6       | -       | -       | -       | -       | -       | -       | 1       | -       | -       | -       | 7            |
| 19e  | Pontus Tidemand     | -       | 4       | -       | 0       | -       | -       | -       | -       | 2       | -       | 0       | -       | -       | 6            |
| 20e  | Jaroslav Melicharek | 4       | -       | -       | -       | -       | 0       | -       | -       | 0       | -       | -       | -       | -       | 4            |
| 21e  | Dennis Kuipers (en) | -       | -       | -       | -       | -       | -       | -       | -       | 4       | -       | 0       | -       | -       | 4            |
| 22e  | Nasser Al-Attiyah   | -       | -       | -       | 2       | 1       | Ab      | -       | -       | 0       | 0       | -       | 1       | 0       | 4            |
| 23e  | Lorenzo Bertelli    | 0       | 0       | 0       | 0       | 0       | 2       | -       | Ab      | 0       | 0       | -       | Ab      | 0       | 2            |
| 24e  | Matteo Gamba        | 2       | -       | -       | -       | -       | -       | -       | -       | -       | -       | Ab      | -       | -       | 2            |
| 25e  | Craig Breen         | -       | 2       | -       | -       | -       | -       | -       | Ab      | -       | -       | -       | -       | -       | 2            |
| 26e  | Yuriy Protasov      | 1       | 0       | 1       | 0       | Ab      | 0       | -       | 0       | 0       | 0       | 0       | 0       | 0       | 2            |
| 27e  | Jari Ketomaa        | -       | 0       | -       | 1       | 0       | -       | 0       | 0       | -       | 0       | -       | -       | 0       | 1            |
| 28e  | Karl Kruuda         | -       | 0       | -       | 0       | -       | 0       | Ab      | 1       | -       | -       | -       | 0       | 0       | 1            |
| 29e  | Khalid Al Qassimi   | -       | -       | -       | -       | -       | 1       | -       | -       | -       | -       | -       | 0       | -       | 1            |

| Couleur | Résultat                                                         |
| ------- | ---------------------------------------------------------------- |
| Or      | Vainqueur                                                        |
| Argent  | 2e place                                                         |
| Bronze  | 3e place                                                         |
| Vert    | Classé, dans les points                                          |
| Bleu    | Classé, hors des points Non classé (Nc.)                         |
| Mauve   | Abandon (Ab.) Retrait (Re.)                                      |
| Noir    | Disqualifié (Dq.)                                                |
| Blanc   | N'a pas pris le départ (Np.) Forfait (Forf.) Épreuve annulée (A) |
| Aucune  | N'a pas participé (-)                                            |

3, 2, 1 : y compris les 3, 2 et 1 points attribués aux trois premiers de la spéciale télévisée (power stage).

### Classement des constructeurs
| Rang | Équipe                                   | Rallyes | Rallyes | Rallyes | Rallyes | Rallyes | Rallyes | Rallyes | Rallyes | Rallyes | Rallyes | Rallyes | Rallyes | Rallyes | Total points |
| Rang | Équipe                                   | MON     | SUE     | MEX     | POR     | ARG     | ITA     | POL     | FIN     | GER     | AUS     | FRA     | ESP     | GBR     | Total points |
| ---- | ---------------------------------------- | ------- | ------- | ------- | ------- | ------- | ------- | ------- | ------- | ------- | ------- | ------- | ------- | ------- | ------------ |
| 1er  | Volkswagen Motorsport                    | 37      | 35      | 43      | 29      | 43      | 40      | 35      | 43      | 0       | 43      | 25      | 43      | 31      | 447          |
| 2e   | Citroën Total Abu Dhabi World Rally Team | 33      | 23      | 4       | 15      | 15      | 19      | 6       | 15      | 8       | 16      | 21      | 12      | 23      | 210          |
| 3e   | M-Sport World Rally Team                 | 8       | 14      | 18      | 20      | 8       | 10      | 12      | 16      | 22      | 18      | 18      | 16      | 28      | 208          |
| 4e   | Hyundai Shell World Rally Team           | 0       | 8       | 23      | 14      | 10      | 2       | 23      | 8       | 43      | 10      | 16      | 18      | 12      | 187          |
| 5e   | Volkswagen Motorsport II                 | 10      | 16      | 2       | 12      | 12      | 12      | 18      | 12      | 15      | 0       | 18      | 6       | 0       | 133          |
| 6e   | Jipocar Czech National Team              | 0       | 0       | 10      | 10      | 4       | 8       | 2       | 0       | 6       | 0       | 1       | 4       | 4       | 49           |
| 7e   | Hyundai MotorSport N                     | -       | -       | -       | 0       | -       | 4       | 4       | 4       | 0       | 10      | 2       | 2       | 2       | 28           |
| 8e   | RK M-Sport World Rally Team              | 0       | 4       | 0       | 0       | 8       | 6       | 1       | 2       | 0       | 4       | 0       | 0       | 1       | 26           |

### Étapes spéciales remportées
| Rang  | Pilote             | Rallyes   | Rallyes   | Rallyes   | Rallyes   | Rallyes   | Rallyes   | Rallyes   | Rallyes   | Rallyes   | Rallyes | Rallyes | Rallyes | Rallyes | Total spéciales | Total % |
| Rang  | Pilote             | MON       | SUE       | MEX       | POR       | ARG       | ITA       | POL       | FIN       | GER       | AUS     | FRA     | ESP     | GBR     | Total spéciales | Total % |
| ----- | ------------------ | --------- | --------- | --------- | --------- | --------- | --------- | --------- | --------- | --------- | ------- | ------- | ------- | ------- | --------------- | ------- |
| 1er   | Sébastien Ogier    | 7 (50%)   | 10 (43%)  | 14 (64%)  | 8 (57%)   | 4 (29%)   | 4 (23%)   | 10 (46%)  | 12 (46%)  | 3 (18%)   | -       | -       | -       | -       | 72              | 42,60   |
| 2e    | Jari-Matti Latvala | 3 (21%)   | 5 (22%)   | 2 (9%)    | 1 (7%)    | 5 (36%)   | 7 (41%)   | 5 (23%)   | 13 (50%)  | 8 (47%)   | -       | -       | -       | -       | 49              | 28,99   |
| 3e    | Mads Østberg       | 0         | 2 (9%)    | 5 (22%)   | 1 (7%)    | 0         | 2 (12%)   | 2 (9%)    | 0         | 0         | -       | -       | -       | -       | 12              | 7,10    |
| 4e    | Andreas Mikkelsen  | 0         | 4 (17%)   | 0         | 0         | 1 (7%)    | 1 (6%)    | 3 (14%)   | 0         | 0         | -       | -       | -       | -       | 9               | 5,33    |
| 5e    | Mikko Hirvonen     | 0         | 0         | 0         | 1 (7%)    | 3 (21%)   | 1 (6%)    | 0         | 0         | 1 (6%)    | -       | -       | -       | -       | 6               | 3,55    |
| 6e    | Thierry Neuville   | 0         | 0         | 0         | 1 (7%)    | 1 (7%)    | 1 (6%)    | 1 (5%)    | 0         | 1 (6%)    | -       | -       | -       | -       | 5               | 2,96    |
| 7e    | Robert Kubica      | 2 (14%)   | 0         | 0         | 0         | 0         | 0         | 0         | 0         | 2 (12%)   | -       | -       | -       | -       | 4               | 2,37    |
| 8e    | Kris Meeke         | 0         | 0         | 1 (5%)    | 0         | 0         | 0         | 0         | 1 (4%)    | 1 (6%)    | -       | -       | -       | -       | 3               | 1,78    |
| 9e    | Bryan Bouffier     | 2 (14%)   | -         | -         | -         | -         | -         | 0         | -         | -         | -       | -       | -       | -       | 2               | 1,18    |
| 10e   | Dani Sordo         | -         | -         | -         | 2 (14%)   | 0         | -         | -         | -         | 0         | -       | -       | -       | -       | 2               | 1,18    |
| 11e   | Juho Hänninen      | -         | 0         | -         | 0         | -         | 1 (6%)    | 1 (5%)    | 0         | -         | -       | -       | -       | -       | 2               | 1,18    |
| 12e   | Ott Tänak          | -         | 1 (4%)    | 0         | 0         | 0         | 0         | 0         | 0         | 0         | -       | -       | -       | -       | 1               | 0,59    |
| 13e   | Henning Solberg    | -         | 1 (4%)    | -         | 0         | -         | 0         | 0         | 0         | -         | -       | -       | -       | -       | 1               | 0,59    |
| 14e   | Elfyn Evans        | 0         | 0         | 0         | 0         | 0         | 0         | 0         | 0         | 1 (6%)    | -       | -       | -       | -       | 1               | 0,59    |
| Total |                    | 14 (100%) | 23 (100%) | 22 (100%) | 14 (100%) | 14 (100%) | 17 (100%) | 22 (100%) | 26 (100%) | 17 (100%) | -       | -       | -       | -       | 169             | 100     |

Le pourcentage total n'est pas forcément égal à 100 car si le total d'étapes spéciales ne varie pas, il y a quelquefois plusieurs vainqueurs pour une même ES car ils ont réalisé le même temps.